# Pinamalayan
Pinamalayan ist eine philippinische Stadtgemeinde in der Provinz Oriental Mindoro. Sie hat 86.172 Einwohner (Zensus 1. August 2015).

## Baranggays
Pinamalayan ist politisch in 37 Baranggays unterteilt.
| - Anoling - Bacungan - Bangbang - Banilad - Buli - Cacawan - Calingag - Del Razon - Inclanay - Lumangbayan - Malaya - Maliangcog - Maningcol | - Marayos - Marfrancisco - Nabuslot - Pagalagala - Palayan - Pambisan Malaki - Pambisan Munti - Panggulayan - Papandayan - Pili - Zone II (Pob.) - Zone III (Pob.) | - Zone IV (Pob.) - Quinabigan - Ranzo - Rosario - Sabang - Santa Isabel - Santa Maria - Santa Rita - Wawa - Zone I (Pob.) - Santo Niño - Guinhawa |